# Valeria Lynch
Pour les articles homonymes, voir Lynch.
Valeria Lynch est une chanteuse et actrice argentine née María Cristina Lancellotti le 7 janvier 1952 à Buenos Aires.

## Biographie
María Cristina Lancellotti, mieux connue sous le nom de Valeria Lynch (née à Buenos Aires 7 janvier 1952) est une chanteuse et actrice argentine.
Valeria Lynch est née le 7 janvier 1952 dans le quartier de Villa Urquiza, à Buenos Aires, en Argentine. Elle est le premier enfant du mariage de María Antonia Spano (Tony) et José Julio Lancellotti.
La première intervention majeure de Valeria Lynch a été dans l'adaptation argentine de la comédie musicale "Hair", où elle a démontré ses talents en donnant de la voix à la chanson "Acuario".
Valeria Lynch a vendu selon les estimations de la Chambre Argentine de Producteurs Phonographiques (CAPIF) environ 15 millions d'albums à travers le monde.